# Кари Фахер
Кари Фахер (на испански: Kary Fajer) е мексиканска сценаристка и драматург. Кариерата си като сценарист реализира в компания Телевиса. Работила е с продуцентите Хулиса, Хосе Алберто Кастро, Педро Дамян, Валентин Пимстейн, Еухенио Кобо, Мигел Сабидо, Салвадор Мехия и Никандро Диас Гонсалес.

## Творчество

### Адаптации
- Късмет (2023-2024), оригинал от Родриго Куевас Гайегос
- Мексиканката и блондинът (2020-2021), оригинал от Виктор Караско и Висенте Сабатини
- Обичаният (2017) с Химена Суарес, оригинал от Диас Гомес
- До края на света (2014-2015) с Габриела Ортигоса, оригинал от Енрике Естеванес
- Истинската любов (2012-2013) с Химена Суарес, оригинал от Марсела Ситерио и Енрике Естеванес
- Желязната дама (2010), оригинал от Инес Родена
- Утре и завинаги (2008-2009), оригинал от Маурисио Навас и Гилермо Рестрепо
- Дестилирана любов (2007), оригинал от Фернандо Гайтан
- Първа част на Срещу вълните на живота (2005), оригинал от Мануел Муньос Рико и Хосе Симон Ескалона
- Да живеят децата (2002-2003) с Алберто Гомес, оригинал от Абел Санта Крус
- Ангелско личице (2000-2001) с Алберто Гомес, оригинал от Абел Санта Крус
- Първа част на Росалинда (1999) с Карлос Ромеро, оригинал от Делия Фиайо
- Капчица любов (1998) с Алберто Гомес, оригинал от Раймундо Лопес
- Ничии деца (1997) с Мигел Сабидо, оригинал от Мигел Сабидо
- Последната надежда (1993) с Лей Кинтана, оригинал от Абел Санта Крус
- Просто Мария (1989-1990) с Карлос Ромеро и Габриела Ортигоса, оригинал от Селия Алкантара

### Коадаптации
- Втора част на Затворничка на любовта (1994) с Валерия Филипс, написана от Карлос Ромеро и Долорес Ортега
- Първа част на Валентина (1993), написана от Алфонсо Кремата, Салвадор Угарте и Карлос Ромеро
- Опърничавата (1987) с Лей Кинтана, написана от Карлос Ромеро

### Нови версии, пренаписани от други
- Ангелско личице (2016-2018), написана от Леонор Кореа и Ирис Абраванел, нова версия на Ангелско личице (2000-2001)
- Просто Мария (2015-2016), написана от Габриела Ортигоса, нова версия на Просто Мария (1989)

## Награди и номинации
Награди TVyNovelas
| Година | Категория                       | Теленовела        | Резултат |
| ------ | ------------------------------- | ----------------- | -------- |
| 2014   | Най-добра история или адаптация | Истинската любов  | Печели   |
| 2008   | Най-добра история или адаптация | Дестилирана любов | Печели   |

Награди INTE
| Година | Категория                         | Теленовела       | Резултат   |
| ------ | --------------------------------- | ---------------- | ---------- |
| 2003   | Сценаристка/Писателка на годината | Да живеят децата | Номинирана |